# Bury St. Edmunds
Bury St. Edmunds is een stad en civil parish in het graafschap Suffolk in Engeland met 40.000 inwoners (telling van 2011).
Het is de belangrijkste plaats in de Borough St. Edmundsbury. De stad is erg oud en heette oorspronkelijk Beodericsworth.

## Geschiedenis
In 925 werd de stad omgedoopt tot Saint Edmund’s Bury, ter ere van koning Edmund de Martelaar. 
Edmund werd in 869 gedood door de Denen omdat hij zich niet wilde overgeven, noch zijn christelijke geloof wilde afzweren. Zijn lichaam werd in 903 herbegraven in de abdij en vanaf dat moment gebeurden er wonderen bij de schrijn. Zo werd de stad een pelgrimsoord. 
In de 11e eeuw werd een nieuwe abdijkerk gebouwd met van de joodse gemeenschap geleend geld. Op Palmzondag 1190 werden bij een pogrom 57 joden gedood. Korte tijd later kreeg de abt toestemming om alle joden, onder wie de schuldeisers van zijn kerkgebouw, uit de plaats te verdrijven.
In 1288 vond in Bury St. Edmunds een grote stadsbrand plaats.
De stad wordt geassocieerd met de Magna Carta: In 1214 kwamen de Engelse leenheren samen in de kerk van de abdij en zwoeren dat ze koning Jan zonder Land zouden dwingen om het Handvest van Vrijheden goed te keuren, dat later als Magna Carta bekend werd.
In de 14de eeuw ontwikkelde Bury St. Edmunds zich tot een bloeiende lakenstad. De stad zelf bloeide ook in de 17e en 18e eeuw. Pas met het begin van de industriële revolutie ging de economie achteruit.
De abdij werd grotendeels vernietigd in de 16de eeuw, met de door koning Hendrik VIII bevolen ontbinding van de kloosters. De abdijruïne is tegenwoordig een bezienswaardigheid. 

## De kathedraal
Naast de abdijruïne staat de kathedraal, waarvan de bouw pas in 1913 is gestart. Eind jaren 60 werd de kathedraal uitgebreid met een nieuw oostelijk eind en als deel van het Millenniumproject werd er van 2000 tot 2005 een volledig nieuwe neogotische toren gebouwd. 
De opening van de nieuwe toren vond plaats in juli 2005.
De toren werd geconstrueerd met oude technieken. Zes vakbekwame metselaars sneden en plaatsten elke steen individueel.
De componist Benjamin Britten schreef in de jaren zestig zijn Fanfare voor St. Edmundsbury, een werk voor drie trompetten, speciaal voor deze kathedraal.

## Brouwen en bier
De Greene King brewery is gevestigd in Bury St. Edmunds. Greene King brouwt hier het IPA India Pale Ale, een lichte ale, bedoeld voor Britten in India. De grote hoeveelheid hop die wordt gebruikt, is bedoeld om het bier te behoeden voor bederf op de lange overzeese reis.
Volgens de legende verloor ooit een boot zijn lading op de kust van Suffolk. De lokale bevolking vond het bier zo heerlijk dat ze eisten dat het ook thuis ter beschikking gesteld werd.
In Bury St. Edmunds staat de kleinste pub van Groot-Brittannië, The Nutshell, gelegen aan de Traverse, op korte afstand van de markt.
De andere brouwerij in Bury St. Edmunds is het Old Cannon public house, gelegen aan Cannon Street, dicht bij het spoorwegstation. De brouwvaten die in 1997 werden gemaakt voor een tentoonstelling in Japan, kunnen in de voorruimte worden gezien.

## De suikerfabriek
Bury St. Edmunds grootste oriëntatiepunt is de suikerfabriek van British Sugar, gelegen direct aan de A14.
De suikerfabriek werd gebouwd in 1925 en verwerkt suikerbieten van ongeveer 1300 lokale agrariërs. Tijdens de "bietencampagne", wanneer de bieten worden geoogst, worden elke dag 660 vrachtwagenladingen aangevoerd.
De suiker wordt verkocht onder de merknaam Silver Spoon.

## Trivia
In de abdijtuinen is eind jaren 90 een internetbank geplaatst, die iedereen in staat stelt om een draagbaar gegevensverwerkingsapparaat erin te stoppen en om verbinding te maken met het internet. Het was de eerste bank in zijn soort.
De stad heeft een klein Theatre Royal, gebouwd in Regency-stijl. 
Elk jaar in mei houdt Bury St. Edmunds zijn jaarlijkse festival, met concerten, toneel, dans en vuurwerk.
Bury St. Edmunds was de eerste stad in Groot-Brittannië met intern verlichte verkeersborden, de 'pillar of salt'. Toen deze werden geplaatst, moest speciale toestemming worden verleend, omdat ze niet voldeden aan de geldende voorschriften.
De rockbands Miss Black America en The Dawn Parade zijn afkomstig uit Bury St. Edmunds, evenals de schrijver Alexander Deane.
De naam Bury is een vorm van borough, dat een cognaat heeft in andere Germaanse talen, zoals het Oudnoordse "borg", dat "muur" of "kasteel" betekent, en het Gotische "baurgs", dat "stad" betekent. Allen komen voort uit het proto-Germaans woord "burgs", dat "vesting" betekent. Dit komt weer voort uit de proto-Indo-Europese wortel "bhrgh", die "versterkte verhoging" betekent. Dit woord heeft weer een cognaat met het Welshe "bera", wat "stapel" betekent en het Sanskritische "bhrant", dat "hoge, opgeheven bouw" betekent.
Bury St. Edmunds heeft een stedenband met het Duitse bedevaartsoord Kevelaer, het Franse Compiègne, het Belgische Huy, en het Chinese Xi'an.

## Geboren
- Ouida (1839-1908), romanschrijfster (pseudoniem van Maria Louise Ramé)
- Peter Hall (1930), theater- en filmregisseur
- Bob Hoskins (1942-2014), acteur
- Michael Maloney (1957), acteur
- Dominic Seldis (1971), contrabassist
- Chrissie Wellington (1977), triatlete